# Fibroadenoma
El tumor benigno más común de la mama femenina es el fibroadenoma. Como su nombre indica, es una neoplasia formada por el tejido fibroso y glandular. Ocurre en cualquier etapa del período reproductivo de la vida y es algo más frecuente antes de los 30 años de edad. Se dice que el tumor aparece como resultado del aumento de sensibilidad de un foco mamario a los estrógenos.
Crece por lo regular como un nódulo pequeño y centrífugo que suele ser netamente circunscrito y libremente móvil sobre el parénquima mamario adyacente. Aunque un fibroadenoma, así como los papilomas intraductales, son crecimientos anormales, no son cancerosos y no se pueden propagar del seno hacia otros órganos.

## Signos y síntomas
Los fibroadenomas son tumores benignos de la mama, que se presentan con mayor frecuencia en mujeres de entre 20 y 30 años. Clínicamente, los fibroadenomas suelen ser bultos mamarios sólidos que son:
- Sin dolor [3]
- Firme o gomosa [3]
- Móvil [3]
- Solitario, redondo, con bordes lisos y definidos [3]

Las personas que tienen un fibroadenoma simple probablemente no tengan un mayor riesgo de desarrollar cáncer de mama maligno (dañino) en comparación con la población general. Los fibroadenomas complejos pueden aumentar levemente el riesgo de cáncer de mama. 
En la mama masculina, los tumores fibroepiteliales son muy raros y en su mayoría son tumores filoides. Existen informes de casos excepcionalmente raros de fibroadenomas en la mama masculina; sin embargo, estos casos pueden estar asociados con el tratamiento con antiandrógenos.